# بتروبيرو
بتروبيرو هي شركة بترول مملوكة للدولة في بيرو. وتشمل أنشطتها النقل والتكرير وتسويق الوقود والمشتقات النفطية الأخرى. تم إنشاؤها في 24 يوليو 1969، خلال رئاسة خوان فيلاسكو ألفارادو، باستخدام العقارات التي صادرتها بيرو من شركات النفط المحلية وشركة النفط الدولية، وهي شركة تابعة لشركة إيسو. وتشمل هذه الممتلكات أقدم حقل نفطي عملاق في العالم، La Brea y Pariñas، الذي اكتُشف لأول مرة في عام 1869 واكتسبته إيسو في نهاية المطاف. تم منح العنوان الأصلي للعقار من قبل سيمون بوليفار نفسه. في عام 2013، أُخبر أن بتروبيرو كانت مهتمة بشراء جميع أصول ريبسول في بيرو. ومع ذلك، لم يحدث هذا الاستحواذ. كانت بتروبيرو مسؤولة عن التسرب النفطي في منطقة الأمازون في بيرو في فبراير 2016.

## وصلات خارجية
- الموقع الرسمي